# Sundini
A Sundini egy szűk tengerszoros Feröeren, amely a Streymoy és Eysturoy szigeteket választja el.

## Földrajz
A szoros hossza 40 km, szélessége a legszűkebb részén, Oyri közelében 150 m. A szoros erős torlóárnak van kitéve, innen kapta a nevét („Áramlás-sziget”) Streymoy. A szoros legszűkebb részét emiatt Streyminnek („Áramlás”) is nevezik.

## Közlekedés
A Streymin fölött ível át a Streymin-híd (feröeriül: Brúgvin um Streymin), amelyet tréfásan úgy is neveznek, hogy az egyetlen híd az Atlanti-óceán felett. 220 m hosszú, 1973-ban adták át, és a nyugati Nesvíket köti össze a keleti Oyrarbakkival és Norðskálival.